# Mandritsara
Mandritsara är en stad och kommun i norra Madagaskar. Den tillhör distriktet med samma namn, som är en del av Sofiaregionen i Mahajangaprovinsen. Kommunens befolkning uppskattades till runt 17 000 vid folkräkningen 2001. 
Mandritsara har en lokal flygplats. Utöver skolundervisning i det som i Sverige kallas låg- och mellanstadiet, erbjuder staden vidare både lägre och högre utbildning. Staden har en permanent domstol och ett sjukhus, Hopitaly Vaovao Mahafaly.
Jordbruk samt uppfödande och skötsel av boskap utgör sysselsättning för 35/40% av befolkningen. Den viktigaste grödan är ris, andra viktiga produkter är jordnötter och maniok. 25% av invånarna har olika servicearbeten.